# زیر نوزده
زیر نوزده (انگلیسی: Under Nineteen; کره‌ای: 언더나인틴) یک برنامه واقع‌نمای رقابتی برای کارآموزان زیر نوزده سال در شبکه ام‌بی‌سی بود. آنها در کل ۵۷ نفر بودند و برای آغاز فعالیت به عنوان عضو گروه پسرانه 1the9 با یکدیگر رقابت کردند. کارآموزان در طی برنامه در گروه‌هایی قرار می‌گرفتند که در وکال، رپ و اجرا تخصص داشتند. این برنامه از ۳ نوامبر ۲۰۱۸ تا ۹ فوریه ۲۰۱۹ برای ۱۴ قسمت پخش شد.